# NGC 4263
NGC 4263 este o emission-line galaxy⁠(d) situată în constelația Corbul. A fost descoperită în 27 martie 1786 de către William Herschel. Se află la o distanță de 61,21 de megaparseci de Pământ.